# Akademia Argonautów

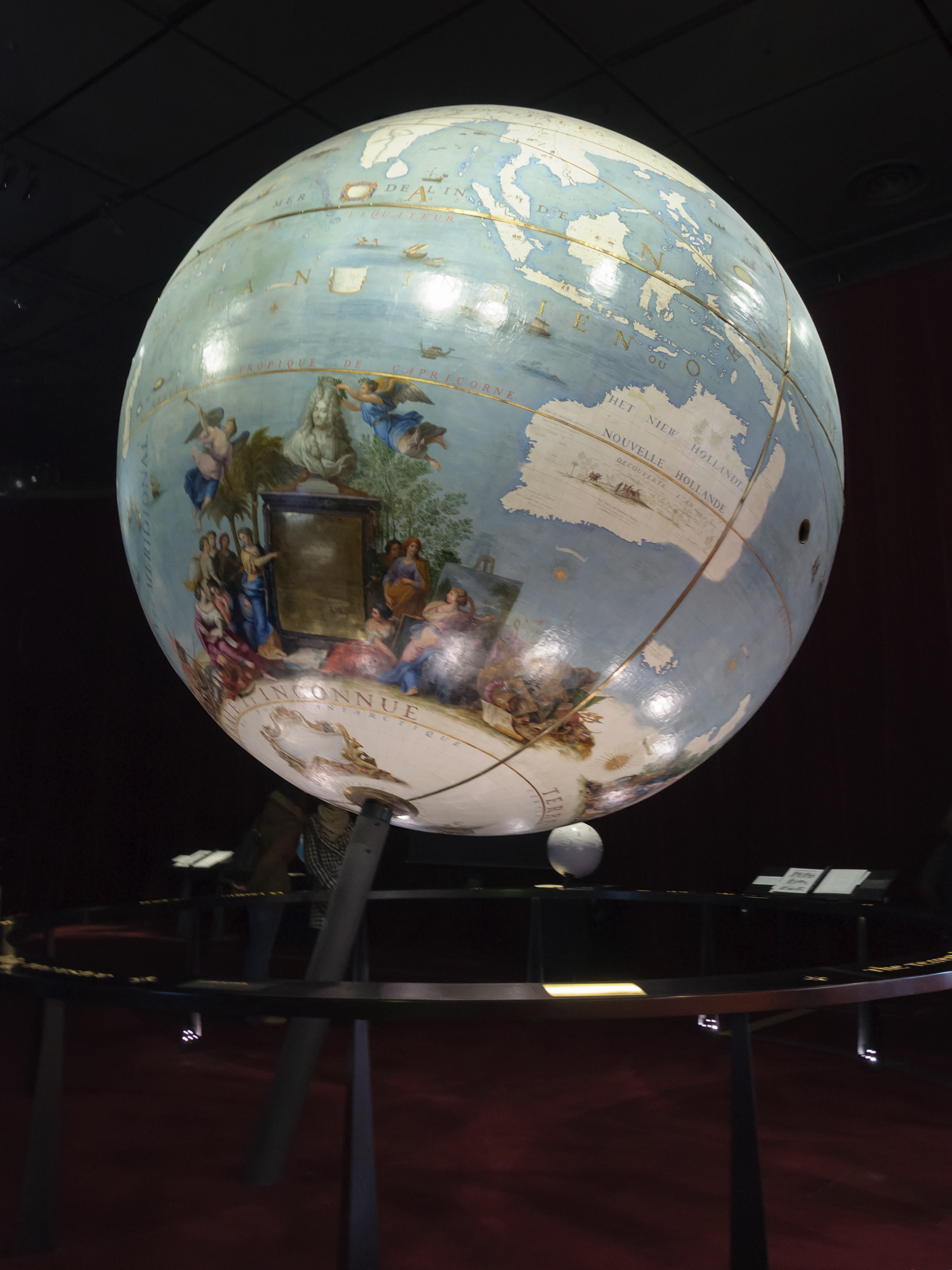
Globus Coronellego w Narodowej Bibliotece Francji z kontynentem australijskim

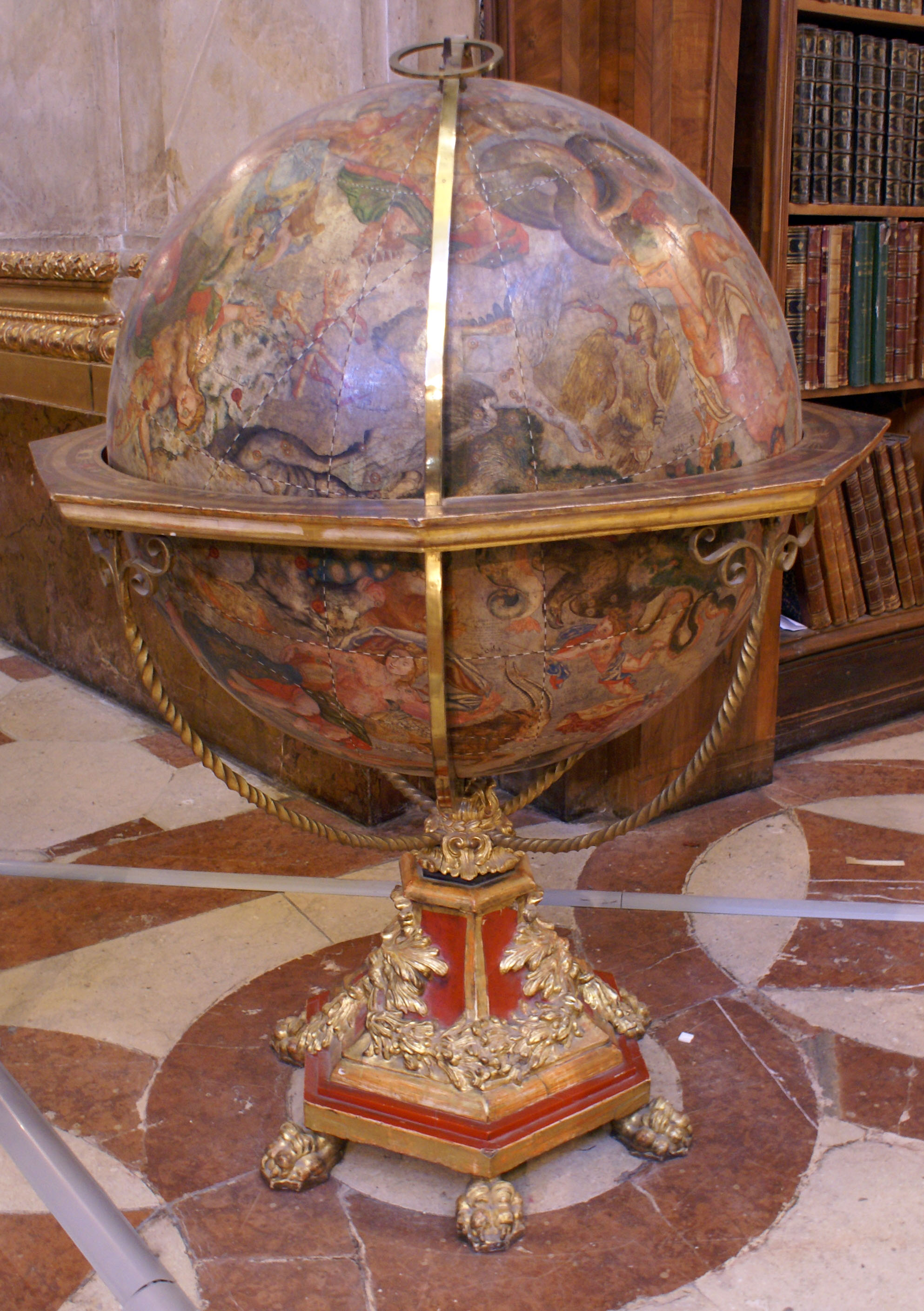
Sfera armilarna wykonana przez Coronelliego w Narodowej Bibliotece w Wiedniu

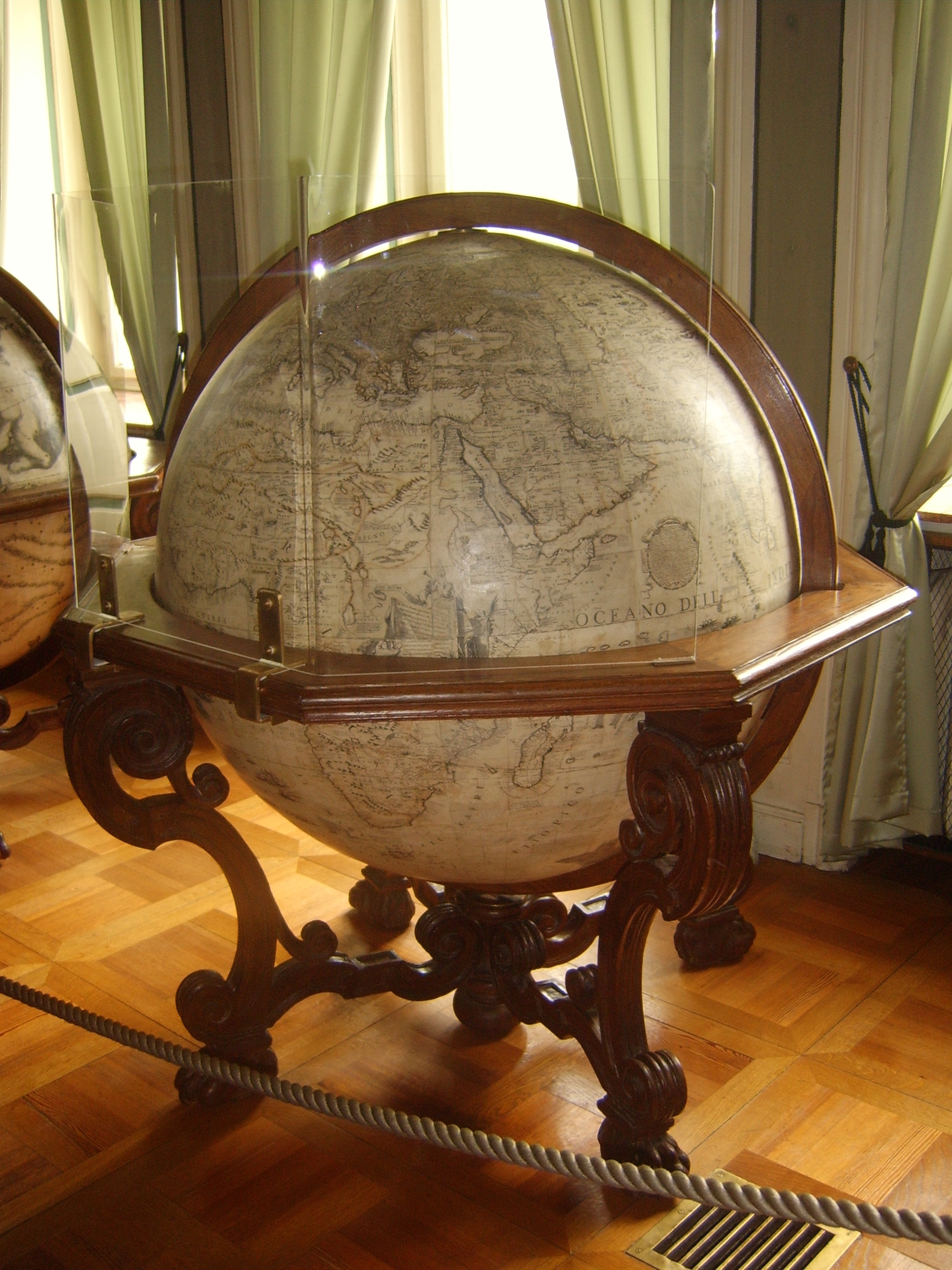
Jeden z dwóch globusów Vincenza Coronelliego z lat 1683–1693 w muzeum w Nieborowie

Akademia Argonautów (włos. Accademia Cosmografica degli Argonauti ) – włoskie towarzystwo geograficzne założone przez geografa, Vincenzo Maria Coronelli. Było to pierwsze stowarzyszenie geograficzne w historii świata.

## Nazwa
Nazwa towarzystwa nawiązywała do antycznej legendy o Argonautach, postaciach z greckiej mitologii. Opisano w niej wyprawę 52 śmiałków, którzy udali się do Kolchidy po złote runo .

## Historia
Towarzystwo założone zostało w 1684 roku w Republice Weneckiej przez franciszkanina Vincenza Marię Coronelliego. Państwo weneckie miało wówczas wiodącą pozycję w prowadzeniu handlu w Europie. Dzięki rozwiniętemu handlowi, Wenecjanie nawiązali szereg kontaktów na całym świecie, wnosząc ogromny wkład w rozwój europejskiej wiedzy o geografii.
Akademia Argonautów istniała w sumie 35 lat, od 1684 roku do śmierci Coronellego w 1719 roku.

## Członkowie
Towarzystwo miało charakter międzynarodowy i należeli do niego Europejczycy z różnych części kontynentu: Wenecjanie, Francuzi, Anglicy, Niemcy, a także Polacy. Większość członków stanowili Włosi, kolejną grupą pod względem narodowości byli Francuzi, a także jeden Anglik, trzech Niemców oraz trzech Polaków. Liczyło początkowo 200 członków, zwiększając w 1687 roku liczebność do 260 .
Grupowało ówczesną elitę społeczną: królów, książąt, biskupów, ambasadorów, szlachtę, majętnych kupców oraz naukowców zainteresowanych geografią lub zajmujących się nią ze względu na wykonywaną profesję. Członkami byli m.in. sekretarz senatu weneckiego Girolamo Alberti oraz inżynier Matteo Alberti.
Polaków reprezentowali król Polski Jan III Sobieski, marszałek wielki koronny Stanisław Herakliusz Lubomirski oraz kanclerz wielki koronny Jan Wielopolski. Sobieski odnotowany został jako jeden z członków oraz opiekun (łac. protectore) Akademii Argonautów .

## Działalność
Towarzystwo zajmowało się poszerzaniem wiedzy na temat znanych i nieznanych lądów, nawiązywaniem kontaktów z podróżnikami i zlecaniem im misji badawczych. Pozyskiwane informacje publikowano, finansując wytwarzanie kolejnych edycji atlasów, map oraz tworząc przyrządy geograficzne np. globusy ziemskie i niebieskie.
W muzeach zachowały się zabytkowe obiekty związane z działalnością towarzystwa. Jedne z najstarszych globusów zachowanych na świecie zostały wykonane przez artystów na zlecenie Coronellego z finansów zebranych przez Towarzystwo Argonautów.
Globusy Coronellego znajdują się w zbiorach bibliotek oraz muzeów:
- Bibliotece Muzeum w Nieborowie,
- Stewart Museum w Montrealu[3],
- Narodowej Bibliotece w Wiedniu,
- Narodowej Bibliotece Francji,
- Bibliotece Brytyjskiej.